# Wiktor Mieczkowski

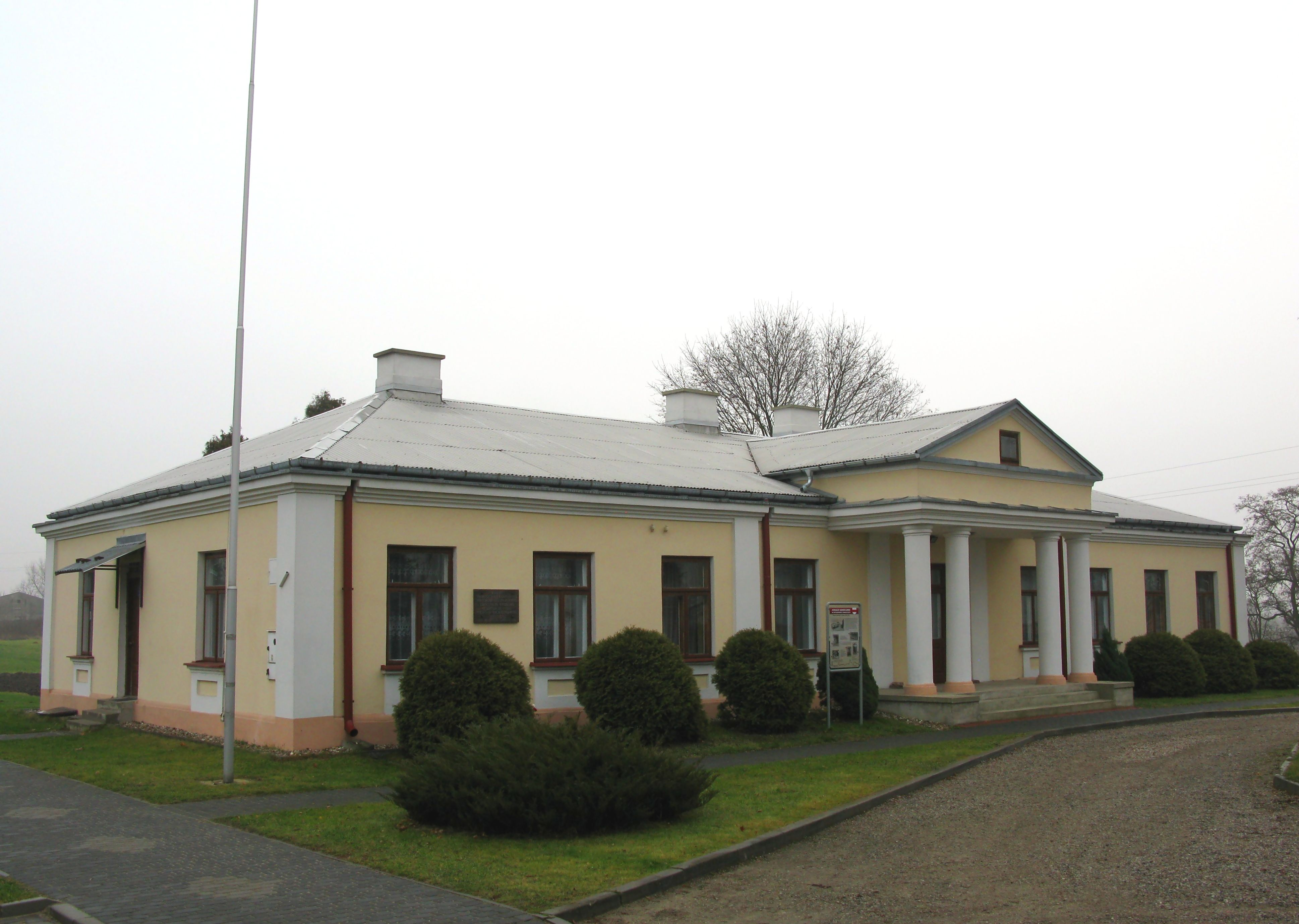
Probostwo w Wyszkowie, gdzie w sierpniu 1920 u księdza Wiktora Mieczkowskiego zjawili się członkowie Tymczasowego Komitetu Rewolucyjnego Polski

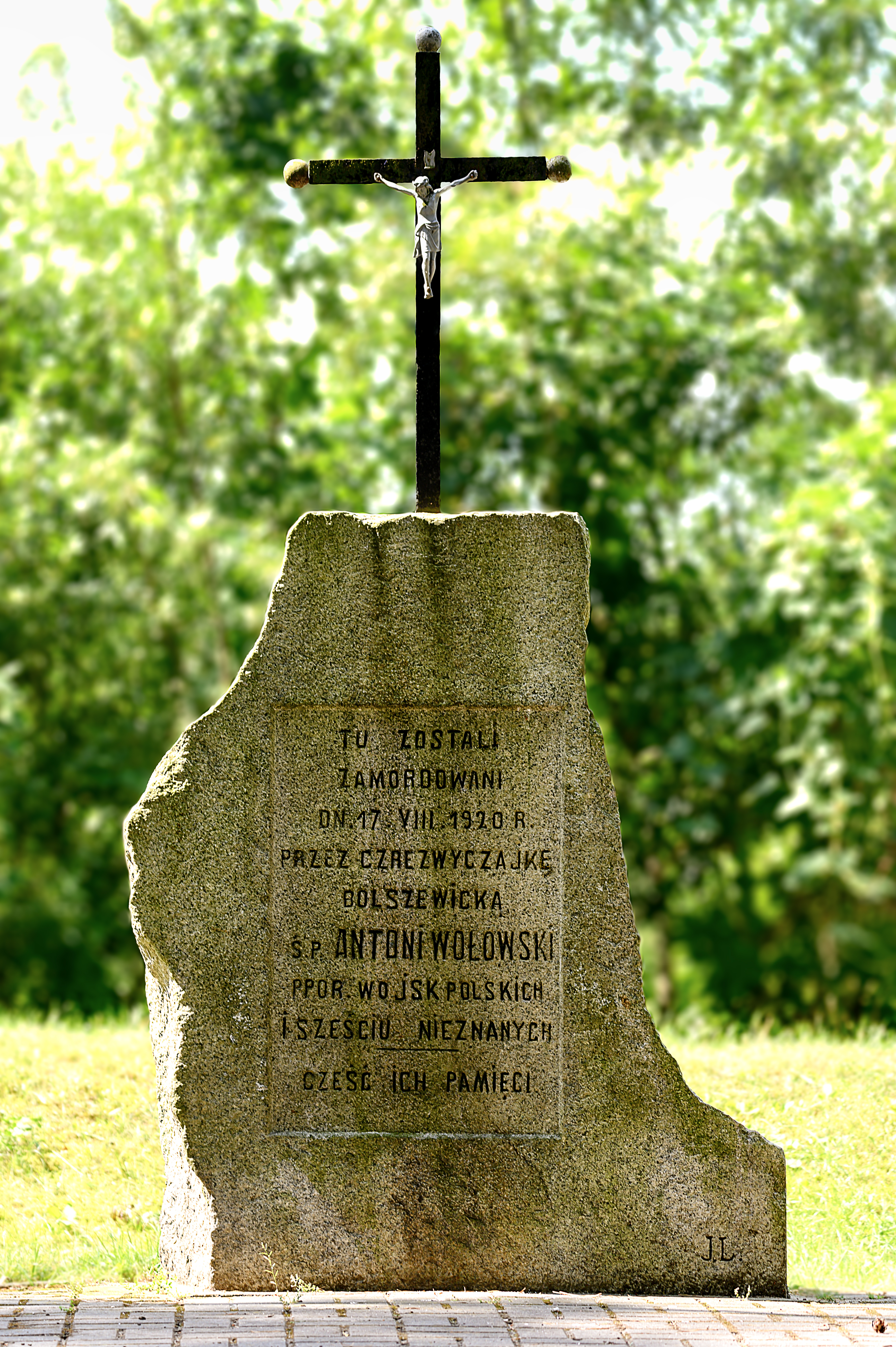
Pomnik pomordowanych w Rybienku Leśnym na którego wzniesienie zbierał pieniądze ksiądz Wiktor Mieczkowski

Wiktor Mieczkowski (ur. 16 października 1856 w Tyszkach-Piotrowie, zm. 19 marca 1935 w Wyszkowie) – polski duchowny rzymskokatolicki, dziekan i proboszcz parafii w Wyszkowie do której w sierpniu 1920 przybyli czołowi działacze bolszewiccy.

## Życiorys
Syn Franciszka i Magdaleny z Trzasków, starszy brat Ludwika. Pochodził z rodziny szlacheckiej herbu Bończa.
Uczył się w seminarium duchownym w Płocku, w 1880 przyjął święcenia kapłańskie. Początkowo wikariusz w Pułtusku, potem proboszcz w Klukowie, Dłutowie, Sarbiewie i od 1900 w Płońsku. W październiku 1915 został administratorem, a potem dziekanem i proboszczem parafii w Wyszkowie. W okresie I wojny światowej i wojny polsko-bolszewickiej wykazał się patriotyzmem i zaangażowaniem w polskie sprawy. W lipcu i sierpniu 1920 odprawiał w kościele świętego Idziego msze błagalne za ocalenie Ojczyzny, zachęcał do wstępowania w szeregi Armii Ochotniczej, wzywał wiernych do organizowania pomocy uchodźcom z ziem zabranych. Na przełomie lipca i sierpnia 1920 na plebanii u księdza Mieczkowskiego schroniła się rodzina Lutosławskich z Drozdowa pod Łomżą, z księdzem Kazimierzem Lutosławskim, ideowym mentorem twórców skautingu i harcerstwa polskiego oraz posłem na Sejm Ustawodawczy. Prawdopodobnie, jednym z członków rodziny był późniejszy wybitny kompozytor, dyrygent i pianista Witold Lutosławski.
15 i 16 sierpnia 1920 na plebanii zatrzymali się członkowie Tymczasowego Komitetu Rewolucyjnego Polski, którzy mieli objąć władzę po zwycięstwie komunistów: Feliks Dzierżyński, Julian Marchlewski i Feliks Kon. Wizytę tę Mieczkowski opisał w broszurze „Bolszewicy w polskiej plebanii”, z której dochód przeznaczył na budowę pomników w Wyszkowie, ku czci poległych w wojnie polsko-bolszewickiej: na cmentarzu oraz w Rybienku Leśnym, gdzie 17 sierpnia 1920 Czeka zamordowała w okrutny sposób siedmiu Polaków. Stracony przez Czekę miał być i ksiądz Wiktor Mieczkowski, ale, ostrzeżony, ukrył się na czas odwrotu wojsk bolszewickich. 20 sierpnia 1920 na plebanii zatrzymali się między innymi dowódca Frontu Północnego generał Józef Haller, malarz Ferdynand Ruszczyc, dziennikarze i korespondenci wojenni: Stefan Żeromski, Karol Irzykowski i Adam Grzymała-Siedlecki. Tę wizytę opisał Żeromski w opowiadaniu „Na probostwie w Wyszkowie” z tomu „Inter arma”.
Ksiądz Wiktor Mieczkowski zmarł 19 marca 1935 i zgodnie ze swoim życzeniem został pochowany na cmentarzu w Wyszkowie, na wprost grobu poległych w walkach z bolszewikami.

## Upamiętnienie
15 sierpnia 1999 odbyła się premiera filmu dokumentalno-fabularyzowanego „Na plebanii w Wyszkowie 1920” w reżyserii Lucyny Smolińskiej i Mieczysława Sroki – w rolę księdza Wiktora Mieczkowskiego wcielił się aktor Jan Peszek. 7 sierpnia 2005 na budynku starej plebanii została odsłonięta tablica, ufundowana przez mieszkańców Wyszkowa, poświęcona pamięci księdza Wiktora Mieczkowskiego i obywatelom Wyszkowa – uczestnikom wojny polsko-bolszewickiej. W listopadzie 2016 skrzyżowanie ulic Ignacego Daszyńskiego, Tadeusza Kościuszki i Białostockiej (przy moście drogowym) otrzymało nazwę „Rondo ks. Wiktora Mieczkowskiego”.